# Бартлетт (Айова)
Бартлетт (англ. Bartlett) — переписна місцевість (CDP) в США, в окрузі Фремонт штату Айова. Населення — 5 осіб (2020).

## Географія
Бартлетт розташований за координатами 40°53′7″ пн. ш. 95°47′41″ зх. д. / 40.88528° пн. ш. 95.79472° зх. д. (40.885338, -95.794666).  За даними Бюро перепису населення США в 2010 році переписна місцевість мала площу 1,04 км², уся площа — суходіл.

## Демографія
Згідно з переписом 2010 року, у переписній місцевості мешкало 50 осіб у 23 домогосподарствах у складі 15 родин. Густота населення становила 48 осіб/км².  Було 25 помешкань (24/км²).
Расовий склад населення:
| - 92,0 % — білих - 4,0 % — корінних американців - 2,0 % — чорних або афроамериканців |

До двох чи більше рас належало 2,0 %. Частка іспаномовних становила 0,0 % від усіх жителів.
За віковим діапазоном населення розподілялося таким чином: 16,0 % — особи молодші 18 років, 62,0 % — особи у віці 18—64 років, 22,0 % — особи у віці 65 років та старші. Медіана віку мешканця становила 49,0 року. На 100 осіб жіночої статі у переписній місцевості припадало 138,1 чоловіків;  на 100 жінок у віці від 18 років та старших — 121,1 чоловіків також старших 18 років.
Цивільне працевлаштоване населення становило 0 осіб. 